# La perdición de los hombres
La perdición de los hombres è un film del 2000 diretto da Arturo Ripstein.

## Trama
Due uomini uccidono un altro uomo, lo portano in casa e si mettono a vegliarlo. Al commissariato due donne che hanno amato l'uomo reclamano il corpo del defunto e si sfidano in una scommessa.

## Riconoscimenti
- Festival Internazionale del Cinema di San Sebastián
  - Concha de Oro